# هيلج فورسبرغ
هيلج فورسبرغ (بالفنلندية: Helge Forsberg)‏ هو مجدف فنلندي، ولد في 13 نوفمبر 1920 في Pyhtää ‏ في فنلندا.

## وصلات خارجية
- هيلج فورسبرغ على موقع الاتحاد الدولي للتجديف (الإنجليزية)
- هيلج فورسبرغ على موقع اللجنة الأولمبية الدولية (الإنجليزية)
- هيلج فورسبرغ على موقع أوليمبيديا (الإنجليزية)